# Eucera sociabilis
Eucera sociabilis är en biart som beskrevs av Smith 1873. Eucera sociabilis ingår i släktet långhornsbin, och familjen långtungebin. Inga underarter finns listade i Catalogue of Life.